# Cell (film)
Cell is een horror- en sciencefictionfilm uit 2016 onder regie van Tod Williams. Hoofdrolspelers waren John Cusack en Samuel L. Jackson. De film is gebaseerd op het gelijknamige boek (2006) van Stephen King.

## Plot
De film gaat over mobiele telefoons die mensen veranderen in zombies. Clayton Riddell (Cusack) gaat met treinmachinist Thomas McCourt (Jackson) op zoek naar zijn vrouw en zoon, waarbij ze confrontaties met de zogeheten 'phoners' niet kunnen vermijden. De stad waar het verhaal begint, Boston, verandert in een apocalyptische omgeving.

## Cast
- John Cusack als Clayton "Clay" Riddell
- Samuel L. Jackson als Thomas "Tom" McCourt
- Isabelle Fuhrman als Alice Maxwell
- Owen Teague als Jordan
- Stacy Keach als Charles Ardai
- Wilbur Fitzgerald als Geoff
- Alex ter Avest als Chloe
- Ethan Andrew Casto als Johnny Riddell
- Catherine Dyer als Sally
- E. Roger Mitchell als Roscoe
- Erin Elizabeth Burns als Denise
- Tinsel Korey als Ava
- Anthony Reynolds als Ray Huizenga
- Lloyd Kaufman als Bystander
- Clark Sarullo als Sharon Riddell